# Писари (Копар)
Писари (словен. Pisari, итал. Pisari) је насељено место у општини Копар, Обално-крашка регија, Словенија.

## Историја
До територијалне реорганизације у Словенији били су у саставу старе општине Копар.

## Становништво
У попису становништва из 2011. године, Писари су имали 12 становника.
| Број становника према пописима | Број становника према пописима | Број становника према пописима |
| ------------------------------ | ------------------------------ | ------------------------------ |
| 1991                           | 2002                           | 2011                           |
| 5                              | 5                              | 12                             |